# 锺离国
锺離国是西周、春秋时期的小诸侯國，也是在淮夷集团裏。国君嬴姓，領地為今鳳陽縣一帶。锺离国在文献裡被称为“锺离子国”，也是徐国的一个分支。在史料裏只留下来锺离国在吴楚关系中的情况。

## 起源
在西周的时候，伯益的后代受封建立锺离国
。

## 灭亡
锺离国在春秋时期被楚国灭亡，其後国人以地名自称锺离氏，是鍾離姓的起源，減省“離”字後爲“鍾姓”起源之一。

## 图集

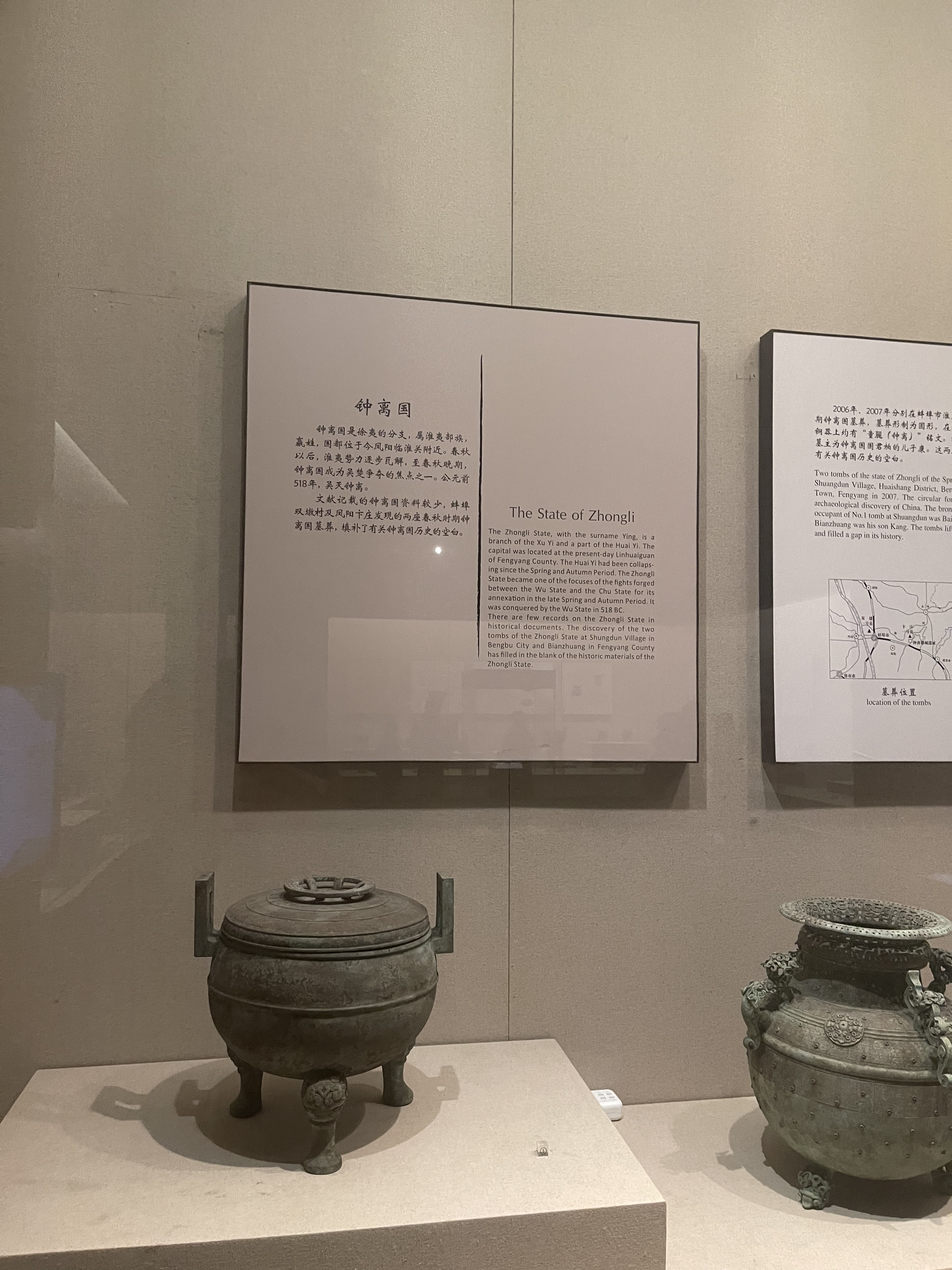
鍾離国文物

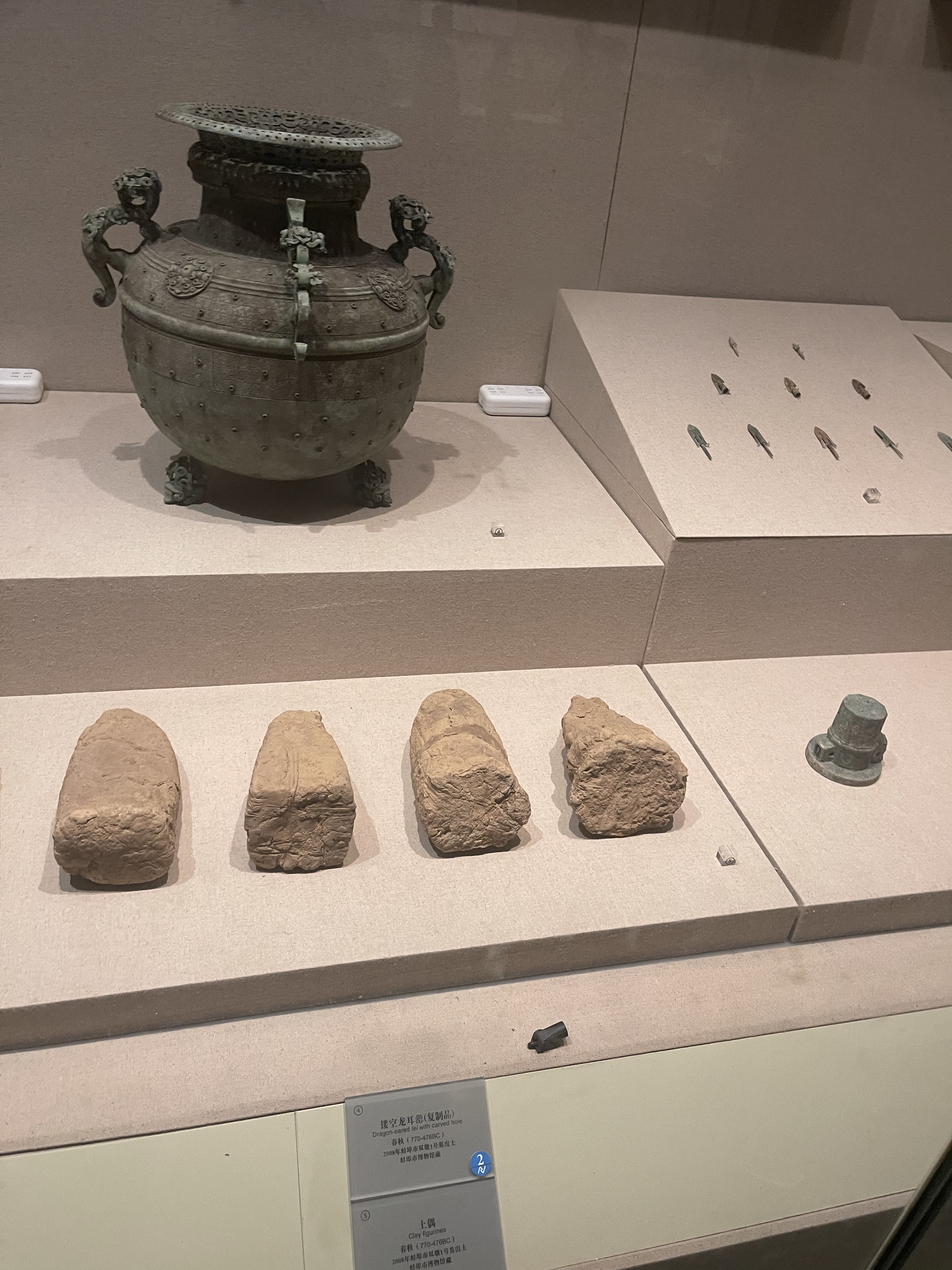
鍾離国文物

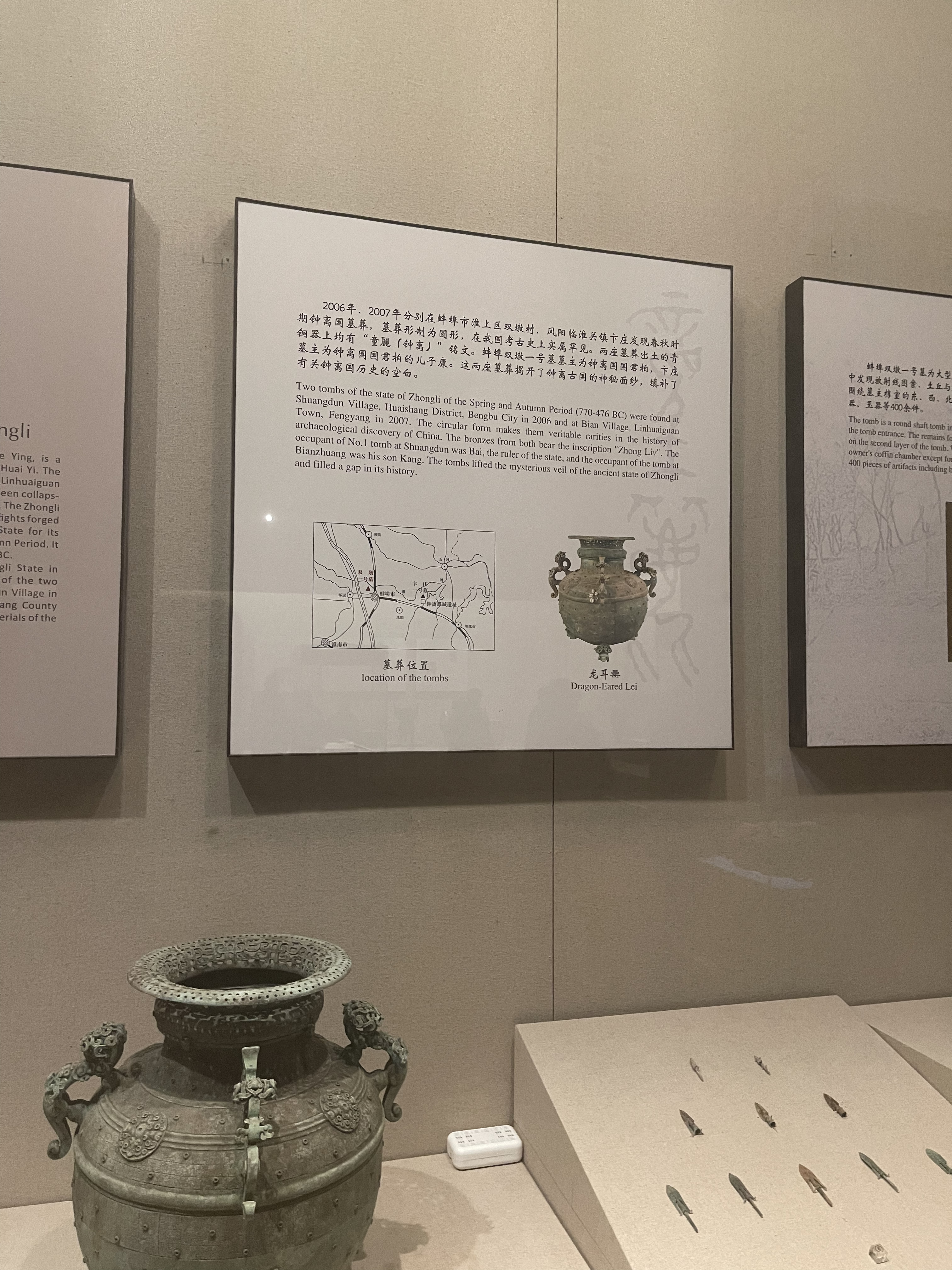
鍾離国文物